# Atari, Inc. (2003)
Atari, Inc., vormals GT Interactive und Infogrames, Inc., ist ein US-amerikanischer Publisher für Computerspiele. Das Unternehmen wurde 1993 als GT Interactive Software Corporation (GT = Good Times, kurz GTIS) gegründet. Im Dezember 1999 übernahm der französische Publisher Infogrames Entertainment SA (IESA) eine Mehrheitsbeteiligung an GT Interactive und benannte die Firma in Infogrames, Inc. um. Nach Erwerb der Atari-Markenrechte benannte Infogrames Entertainment das Unternehmen 2003 schließlich in Atari, Inc. um. Es steht in keiner direkten Verbindung mit dem 1972 von Nolan Bushnell und Ted Dabney gegründeten Unternehmen Atari, Inc. (Pong).

## Geschichte

### GT Interactive

#### 1993 – 1995: Schnelles Wachstum und Börsengang
GT Interactive wurde 1993 als Abteilung von Good Times Home Video gegründet, einem Distributor von VHS-Cassetten im Besitz der Cayre-Familie. Im selben Jahr wurde Doom veröffentlicht, das sich durch diverse Publisher, darunter GT Interactive, 2,9 Millionen Mal verkaufte. Im ersten Jahr erwirtschaftete das Unternehmen einen Umsatz von 10,3 Millionen US-Dollar.
1994, im zweiten Jahr der Firmenexistenz, stieg der Umsatz um 880 % und betrug bereits 101 Millionen Dollar, der Gewinn betrug 18 Millionen. GT Interactives Geschäftsbeziehung mit id Software bescherte dem Unternehmen einen weiteren Verkaufshit, Doom 2: Hell on Earth, der im Oktober des Jahres veröffentlicht wurde und über zwei Millionen Mal verkauft wurde.
Im Februar 1995 erwarb GTIS die Publishingrechte für Computerspiele auf Grundlage der Werke des US-amerikanischen Kinderbuchautoren Mercer Mayer, einschließlich dessen Figur Little Critter und der Buchreihe Little Monster. GT Interactive errichtete in den Supermarktketten Kmart und Walmart zudem Stände für günstige Softwarespiele. Mit Walmart unterzeichnete GTIS zudem ein exklusives Softwarelieferabkommen, wodurch das Unternehmen gemäß einer Aussage des UBS-Securities-Analysten Michael Wallace eine besondere Vormachtstellung erlangte: „Jeder Softwareentwickler muss mit GT verhandeln, wenn er bei Wal-Mart verkaufen möchte.“
Im Dezember 1995 wurde GT Interactive unter dem Kürzel GTIS erstmals an der Technologiebörse NASDAQ gehandelt, der Börsengang brachte dem Unternehmen 140 Millionen US-Dollar und war damit der zweitgrößte Börsengang des Jahres nach Netscape Communications. Insgesamt bot GT Interactive öffentlich 10 Millionen Anteilsscheine für jeweils 14 US-Dollar an. Bei Börsengang veräußerte die Gründerfamilie Cayre mehr als 1,4 Millionen Anteilsscheine, 9,2 % ihres Gesamtanteils, und erhielt dafür im Gegenzug 20 Millionen US-Dollar. Für das Geschäftsjahr 1995 konnte GTIS im Vergleich zum Vorjahr abermals ein starkes Umsatzwachstum von 134 % vermelden, auf insgesamt 234,4 Millionen US-Dollar. Weniger stark stieg der Umsatz, um 23 % auf 22,6 Millionen Dollar.

#### 1996–1998 Expansion durch Schulden und abkühlendes Umsatzwachstum
Im Januar 1996 erhielt GT Interactive die Publishingrechte für den langerwarteten Ego-Shooter Quake von id Software. Im Februar unterzeichneten GTIS und Target ein Abkommen, durch das GT Interactive US-weit zum primären Zulieferer von Verbrauchersoftware für alle 675 Target-Läden wurde. Im Juni 1996 erwarb GTIS im Austausch für 2,4 Millionen Firmenanteile das Entwicklerstudio WizardWorks, das die Jagdsimulation Deer Hunter entwickelten, und für weitere eine Million Firmenanteile oder umgerechnet 17 Millionen US-Dollar FormGen, die die Publishingrechte für Duke Nukem innehielten. Ebenfalls im Juni wurde Quake für Windows veröffentlicht. 1,8 Millionen Kopien des Spiels wurden verkauft und Quake entwickelte sich zu einem bedeutenden PC-Spieleklassiker.
Im Juli 1996 wurde das Entwicklungsstudio Humongous Entertainment von GT Interactive für 3,5 Millionen Firmenanteile oder umgerechnet 76 Millionen US-Dollar erworben. 1995 war Humongous Entertainments Umsatz um 233 % von drei auf zehn Millionen Dollar gestiegen. Durch diesen Deal erhielt GT Interactive die Rechte an erfolgreichen Kindersoftware-Titeln wie Töff-Töff (englisch: Putt-Putt), Fritzi Fisch (englisch: Freddie the Fish) und Spy Fox. Am 17. September 1996 erwarb den 50%igen Firmenanteil des Investors Creative Programming and Technology Ventures, Inc. am Entwicklerstudio Oddworld Inhabitants und erwarb damit auch die weltweit exklusiven Veröffentlichungsrechte an dessen Erstlingswerk Oddworld: Abe’s Oddysee. Im November 1996 erwarb GTIS Warner Interactive Europe für 6,3 Millionen in bar, wodurch GTIS Zugang zu den Softwaremärkten in Westeuropa erhielt. Im Vergleich zum vorangegangenen Geschäftsjahr konnte GTIS schließlich ein Gewinnwachstum von 11 % auf 25,1 Millionen US-Dollar vermelden. Das Umsatzwachstum war auf 56 % abgesunken, insgesamt betrug der Umsatz 365 Millionen US-Dollar. Mit dem im Vergleich zum Vorjahr um 16,8 % auf 8,5 Millionen US-Dollar zurückgegangenen Nettoertrag im vierten Quartal zeichneten sich jedoch erste Probleme ab.
Im Januar 1997 erwarb GTIS One Stop, einen europäischen Publisher für Budgetspiele, für 800.000 US-Dollar in bar. Im Juni unterzeichnete GTIS ein Abkommen mit dem Musiksender MTV über die Publishingrechte für Spiele zu den Zeichentrickserien Beavis and Butt-Head und Aeon Flux. Im Oktober übernahm GTIS für 14,7 Millionen US-Dollar, davon 5,4 Millionen in bar und 9,3 Millionen in Form von Anteilsscheinen, den Spieleentwickler SingleTrac, der die Rechte an Spielen wie Twisted Metal und Jet Moto hielt. Im September veröffentlichte das Humongous-Label Cavedog Entertainment sein erstes Spiel, Total Annihilation, das sich über eine Million Mal verkaufte.
Am 5. Oktober 1997 kündigte GTIS an, dass das Unternehmen einen Vertrag über den Erwerb des Entwicklers und Publishers MicroProse für 250 Millionen US-Dollar in Anteilsscheinen unterzeichnet habe. Der Vertrag war von den Board of Directors beider Unternehmen einhellig angenommen worden, der Abschluss des Deals wurde für Ende des Jahres erwartet. Doch am 5. Dezember wurde die Übernahme abgeblasen, da nach Aussage der beiden Geschäftsführer „die Zeit einfach noch nicht richtig sei“ für diesen Deal. MicroProses Börsenwert stürzte nach Bekanntwerden dieser Information ab.
GTISs Geschäftsergebnisse für 1997 fielen ebenfalls negativ aus, da GTIS im März sein Exklusivabkommen mit Walmart eingebüßt hatte, da die Supermarktkette beschlossen hatte, ihre Software zukünftig direkt von den Publishern zu beziehen. GT Interactives Anteil am Markt für Unterhaltungssoftware, der in der Spitze noch 9 und 10 % betragen hatte, fiel auf den historischen Tiefststand von 6,4 %. Lediglich im Markt für Arcade- und Actionspiele blieb GT Interactive mit einem Marktanteil von 20,3 % Marktführer. Allerdings besaß GT Interactive einen hohen Verschuldungsgrad von 41 %, während der des Konkurrenten Electronic Arts lediglich 8 % betrug. 1997 betrug GTISs Kapitalrendite daher −16,14 %. Über das Jahr gesehen konnte GTIS den Umsatz um 45 % auf 530 Millionen US-Dollar steigern, was eine weitere Abnahme des Umsatzwachstums bedeutete. Erstmals musste GT Interactive Verlust melden, insgesamt verlor das Unternehmen über das Jahr 25 Millionen US-Dollar.
Im Mai 1998 veröffentlichte GT Interactive Epic Games Ego-Shooter Unreal der in den ersten zehn Monaten über 800.000 Exemplare absetzen konnte. Dieselben Absatzzahlen konnte auch das im Oktober veröffentlichte Deer Hunter 2 verzeichnen. Im November 1998 erwarb GTIS für 17,2 Millionen US-Dollar in Aktien One Zero Media, wodurch GTIS zum ersten Spielepublisher mit einer eigenen Entertainment-Website wurde. Im Dezember 1998 wurden weiterhin Legend Entertainment für rund zwei Millionen US-Dollar und Reflections Interactive für 2,3 Millionen Anteilsscheine oder umgerechnet 13,5 Millionen US-Dollar übernommen. Im Oktober 1998 ließ GT Interactive in den Laemmle Theaters in Los Angeles einen Zusammenschnitt von Zwischensequenzen aus dem zweiten Spiel von Oddworld Inhabitants, Oddworld: Abe’s Exoddus, ausstrahlen. Mit diesem Film bewarben sich Entwickler und Publisher für die Oscar-Preisverleihung 1999, wurden jedoch nicht berücksichtigt. Für das vierte Quartal des Geschäftsjahres 1998 vermeldete GT Interactive einen Nettogewinn von 16,7 Millionen US-Dollar bei einem Umsatz von 246,3 Millionen. Auf das Gesamtjahr gesehen hatte sich GT Interactives Umsatz um gerade einmal 10 % auf 584 Millionen US-Dollar gesteigert, dafür konnte das Unternehmen mit einem Nettogewinn von 20,3 Millionen die Rückkehr in die Gewinnzone vermelden.

#### 1999: Übernahme durch Infogrames
Das Jahr 1999 erwies sich für die Aktionäre von GT Interactive als unerfreulich, nachdem im ersten Quartal aufgrund von Restrukturierungsmaßnahmen Verluste in Höhe von 90 Millionen US-Dollar bekannt gegeben wurden. Angesichts dieser schlechten Bilanzzahlen wurde CEO Ron Chaimowitz abgesetzt und durch Thomas A. Heymann ersetzt.
Die Spieleverkaufszahlen sanken 1999 im Vergleich zum Vorjahr, was fatale Folgen für GTISs Finanzen hatte. Im April prognostizierte GTIS für das erste Quartal 2000 bei rund 95 Millionen Umsatz einen Verlust von 55 Millionen US-Dollar. Die Verschiebung von insgesamt fünf wichtigen Titeln und ein geplanter Umzug nach Los Angeles trugen zu diesen Verlusten bei. Im Juni erschien Reflections Action-Rennspiel Driver und verkaufte sich rund eine Million Mal. Im selben Monat kündigte GTIS an, dass man Bear Stearns beauftragt habe, nach einem möglichen Fusionspartner oder Käufer für das Unternehmen zu suchen. Im Juli, gerade einmal sechs Monate nach der Übernahme, wurde One Zero Media für 5,2 Millionen US-Dollar in bar wieder verkauft. Im Oktober entließ das Unternehmen 35 % seiner Angestellten, etwa 650 Mitarbeiter, hauptsächlich im Distributionsbereich.
Am 16. November 1999 kündigte schließlich der expandierende französische Spielepublisher Infogrames Entertainment, SA (IESA) an, dass er für 135 Millionen US-Dollar und die Übernahme von Unternehmensschulden in Höhe von 75 Millionen US-Dollar 70 % der Anteilsscheine von GT Interactive erwerben werde. Bis Juni 2000 hatte Infogrames 30 Millionen US-Dollar in GT Interactive investiert. Zehn Tage später veröffentlichte GT Interactive den letzten Titel unter eigenem Namen, den Ego-Shooter Unreal Tournament, der sich über eine Million Mal verkaufte. Die Geschäftsbilanz für 1999 fiel negativ aus. Der Umsatz fiel um 30 % auf 408 Millionen US-Dollar und das Unternehmen wies einen Nettoverlust von 254 Millionen US-Dollar aus. Am 16. Dezember 1999 wurde der Vertrag mit Infogrames abgeschlossen. GT Interactive wurde in Infogrames, Inc. umbenannt und damit zu einem Tochterunternehmen von Infogrames Entertainment, der Markenname GT Interactive wurde aufgegeben. Dadurch erhielt die neue europäische Konzernmutter Zugriff auf GT Interactives nordamerikanisches Distributionsnetzwerk und hausinterne Entwicklungsstudios. Infogrames, Inc. übernahm im Gegenzug die Interessensvertretung von Infogrames Entertainment auf dem US-amerikanischen Markt. Im Februar 2000 wurde Infogrames-Gründer und CEO Bruno Bonnell zusätzlich CEO und President von GT Interactive, womit er Thomas Heymann und John T. Baker ersetzte.

### Atari, Inc.

#### 2003: Umwandlung zu Atari
Durch die Übernahme der Computerspielabteilung des Hasbro-Konzerns, Hasbro Interactive, gelangte Infogrames Entertainment 2001 auch in den Besitz von Microprose und der Markenrechte des Computerspielpioniers Atari. Mit MX Rider wurde noch im selben Jahr das erste Spiel unter dem Atari-Label veröffentlicht, weitere Großproduktionen folgten. Da Infogrames als Markenname in den USA wenig Zugkraft besaß, benannte Infogrames Entertainment im Mai 2003 schließlich alle seine Distributionsgesellschaften in Atari um, aus Infogrames, Inc. wurde Atari, Inc. In Folge trat Infogrames Entertainment als Spielepublisher nur noch über seine Atari-Tochtergesellschaften in Erscheinung. Als verantwortliche Gesellschaft für Nordamerika kam Atari, Inc. dabei eine führende Rolle zu, denn Infogrames' Fokus verlagerte sich zunehmend auf den US-amerikanischen Markt. Zum Zeitpunkt des Namenswechsels generierte Infogrames dort rund 65 % seines Umsatzes.
Atari, Inc. betreute unter anderem die zusammen mit Hasbro Interactive erworbene Lizenz zum Rollenspiel-Regelwerk Dungeons & Dragons. Zu den ersten hierzu veröffentlichten Titeln gehörte 2002 das von BioWare entwickelte Neverwinter Nights, das nach rechtlichen Auseinandersetzungen zwischen dem Entwicklerstudio und dessen bisherigen Partner Interplay Entertainment schließlich von Atari übernommen und veröffentlicht wurde. 2006 folgte ein zweiter Teil von Obsidian Entertainment. Weitere Titel waren Dungeons & Dragons: Heroes (2003), Der Tempel des Elementaren Bösen (2003), Forgotten Realms: Demon Stone (2004), Dungeons & Dragons: Dragonshard (2005), Dungeons & Dragons Online (2006), Dungeons & Dragons Tactics (2007), Dungeons & Dragons: Daggerdale (2011) und Dungeons & Dragons: Heroes of Neverwinter (2011). Daneben veröffentlichte das Unternehmen die Begleitspiele zur Matrix-Filmtrilogie, Enter the Matrix (2003) und The Matrix: Path of Neo (2005), entwickelt von Shiny Entertainment.
Am 15. Juni 2004 erwarb Microsoft Ataris 50-%-Anteil an Entwickler Oddworld Inhabitants. Dezember 2004 gab Infogrames-Gründer Bruno Bonnell sein Amt als CEO von Atari, Inc. ab, sein Nachfolger wurde James Caparro. Dieser trat jedoch nach sechs Monaten bereits wieder zurück, woraufhin Bonnell übergangsweise erneut die Geschäftsführung übernahm. Im Juli 2006 wurde Reflections mitsamt der Driver-Lizenz an den französischen Publisher Ubisoft verkauft. Im September 2006 übernahm David Pierce den Posten des CEO und Präsidenten, verließ das Unternehmen jedoch ebenfalls im November 2007 wieder.

#### 2007: Börsenausschluss
Obwohl unter der Kontrolle von Infogrames Entertainment verblieb Atari, Inc. weiterhin ein börsennotiertes Unternehmen. Nachdem der Wert der Aktie über die Jahre jedoch dauerhaft unter den erforderlichen Mindestwert von einem Dollar gefallen war, wurde 2006 ein Börsenausschluss-Verfahren eingeleitet. Trotz einer Aktienzusammenlegung in der Höhe 10:1, durch den der Aktienwert von 0,57 auf 5,70 US-Dollar angehoben wurde, konnte Atari die Vorgaben der Börse nicht erfüllen, der Handel mit Atari-Anteilsscheinen wurde daher am 5. September 2007 offiziell eingestellt. Als Konsequenz übernahm der zu diesem Zeitpunkt mit 51,4 % beteiligte Mutterkonzern Infogrames Entertainment SA auch die verbliebenen Anteile an Atari, Inc. für 1,68 pro Anteilsschein, insgesamt rund elf Millionen US-Dollar. Die Übernahme wurde im Oktober 2008 abgeschlossen.
Mit einem radikalen Umbau des Board of Directors unternahm Mutterkonzern Infogrames den Versuch, Atari, Inc. wieder aus dem Verlustbereich herauszuholen. Unter der Leitung von Jim Wilson – der nach der Einsetzung eines von Infogrames im Oktober 2007 eingesetzten Übergangs-CEOs im März 2008 zum neuen CEO und President von Atari, Inc. ernannt wurde – Tim Flynn und Jeff Reese verlegte Atari, Inc. den Schwerpunkt auf das Onlinegeschäft. Im Dezember 2008 erwarb Infogrames Entertainment daher mit der Begründung „Atari für das 21. Jahrhundert aufzustellen“ den auf MMOs spezialisierten Entwickler Cryptic Studios für 28 Millionen US-Dollar und weitere 48 Millionen Dollar an erfolgsabhängigen Boni.
Im Mai 2009 kam es zu einigen umfangreicheren Veränderungen im Gesamtkonzern. Da der Atari-Name größere Bekanntheit besaß und die Firmenkonstellation in der Öffentlichkeit bisweilen als verwirrend aufgefasst wurde, benannte sich auch der Mutterkonzern Infogrames Entertainment SA in Atari SA um. Nachdem der Mutterkonzern seine europäische Tochter an Namco Bandai abgestoßen hatte, verblieb Atari, Inc. als größte Einheit des Gesamtkonzerns.
Im Mai 2011 wurde Cryptic Studios für 35 Millionen Euro bzw. 49,8 Millionen US-Dollar in bar an das chinesische Unternehmen Perfect World verkauft. Der Entwickler hatte 2009/2010 Verluste in Höhe von 12,6 Millionen Euro und 2010/2011 von 5,3 Millionen Euro verzeichnet.

#### 2013: Insolvenz
Am 20. Januar 2013 kündigte Atari, Inc. Gläubigerschutz nach Chapter 11 an, mit dem Ziel, sich von seiner Schuldenlast zu befreien und vom Mutterkonzern zu lösen. Am darauffolgenden Tag meldete auch Mutterkonzern Atari SA Insolvenz an. Am 5. Februar 2013 stieg Frédéric Chesnais, von 2001 bis 2004 CFO und COO von Infogrames Entertainment sowie von 2004 bis 2007 CEO der Tochter Atari Interactive, über seine Investmentfirma Ker Ventures bei Atari SA ein und wurde zum neuen CEO des Mutterkonzerns ernannt.
Da die Suche nach einem geeigneten Käufer erfolglos blieb, gab Atari, Inc. bekannt, sämtliche verbliebenen Rechte, einschließlich der Marke Atari, in einer Auktion im Juli 2013 zum Verkauf anbieten zu wollen. Allerdings wurde kein akzeptables Gebot auf das Gesamtportfolio und die Namensrechte Ataris abgegeben. Atari reichte daraufhin vor Gericht einen Insolvenzplan ein, der im Dezember 2013 genehmigt wurde. Atari verpflichtete sich, einen Insolvenzkredit von Alden Global Capital in Höhe von 3,8 Mio. US-Dollar zurückzuzahlen und außerdem seinen nicht abgesicherten Gläubigern in drei Tranchen über zwei Jahre hinweg insgesamt 1,75 Mio. US-Dollar zurückzuzahlen. Ursprünglich sollen die Verbindlichkeiten rund 10,3 Mio. US-Dollar betragen haben.
Einnahmen konnte Atari über den Verkauf einiger Lizenzen erzielen. Wargaming.net erwarb die Lizenzen zu Master of Orion und Total Annihilation, Stardock die Rechte an Star Control, Rebellion für Battlezone (Arcade-Spiel) und Moonbase Commander, Epic Gear für Backyard Sports und Tommo für Math Gran Prix, FattyBear’s Birthday Surprise sowie die verbliebenen Marken von Humongous Entertainment (mit Ausnahme von Backyard Sports und Moonbase Commander). Bereits zuvor hatte sich der Mutterkonzern Atari SA von den Marken Silver und Desperados (an Nordic Games) sowie Outcast (an AMA Studios/Daoka) getrennt.
Ende März 2014 gab Atari bekannt, zusammen mit dem Mobilentwickler FlowPlay ein Casino-Spiel für soziale Netzwerke, Webbrowser und Mobilgeräte entwickeln zu wollen, das auf FlowPlays Titel Vegas World basiert. Dieser verbindet verschiedene Casino-Glücksspiele mit einer virtuellen Welt mit MMORPG-Elementen. Im Fall von Atari Casino sollen diese auf bekannten Atari-Marken wie Missile Command, Centipede und Asteroids basieren. Im April 2014 brachte das Unternehmen Rollercoaster Tycoon 4 Mobile auf den Markt.
2020 wurde eine Partnerschaft mit Animoca bekannt gegeben.

## Veröffentlichte Spiele

### Als GT Interactive
#
- 40 Winks (PlayStation)
- 7th Legion (Nintendo 64)
- 9: The Last Resort (Mac OS, Windows)

A
- Anno 1602 (Windows)
- AHX-1 (Windows)
- Amok (Windows)
- Animorphs (Windows)
- Area 51 (Arcade, Saturn)

B
- Beavis and Butt-Head (Game Boy)
- Beavis and Butt-Head: Bunghole in One (Windows)
- Beavis and Butt-Head DO U (Windows)
- Beavis and Butt-Head: Get Big in Hollywood (PlayStation)
- Bedlam (Mac OS, PlayStation, Windows)
- Blood (Mac OS, Windows)
- Blood: Plasma Pak (Windows)
- Blood II: The Chosen - The Nightmare Levels (Windows)
- Bug Riders (PlayStation, Windows)

C
- Carnivores (Windows)
- Chasm: The Rift (Windows)
- Clans (Windows)
- Courier Crisis (PlayStation, Saturn)
- Critical Depth (PlayStation)

D
- Dark Vengeance (Windows)
- Dead Ball Zone (PlayStation)
- Deep Sea Trophy Fishing (Windows)
- Deer Hunter 2 (Windows)
- Defcon 5 (Saturn, Europa)
- DethKarz (Nintendo 64)
- Disciples: Sacred Lands (Windows)
- Discworld Noir (PlayStation, Windows)
- Doom (Saturn)
- Doom 2: Hell on Earth (Mac OS, Windows)
- Driver (PlayStation, Windows)
- Driver 2: Back on the Streets (PlayStation)
- Duke: Nuclear Winter (Windows)
- Duke Nukem (Game Boy Color)
- Duke Nukem 3D: Atomic Edition (Windows)
- Duke Nukem 3D: Kill-A-Ton Collection (Windows)
- Duke Nukem 64 (Nintendo 64)
- Duke Nukem: Land of the Babes (PlayStation, Windows)
- Duke Nukem: Time To Kill (PlayStation)
- Duke Nukem: Total Meltdown (PlayStation)
- Duke Nukem: Zero Hour (Nintendo 64)

H
- Hexen (Mac OS, PlayStation, Saturn, Nintendo 64)
- Hordes (Windows)

I
- Ice and Fire (Mac OS, Windows)
- Imperium Galactica (Windows)
- Imperium Galactica II: Alliances (Windows)
- Invasion from Beyond (PlayStation)

J
- Jeff Wayne's The War of the Worlds (PlayStation, Windows)

L
- Locus (Windows)
- Lode Runner: The Legend Returns (Mac OS)
- Lode Runner 2 (Mac OS, Windows)

M
- Mage Slayer (Windows)
- Man of War II: Chains of Command (Windows)
- Master Levels for Doom II (Windows)
- Maximum Force (Sega Saturn)
- M.I.A.: Missing in Action (Windows)
- Mike Piazza's Strike Zone (Nintendo 64)
- Mortal Kombat Trilogy (Saturn, Europa)

N
- NAM (aka. Napalm) (Windows)

O
- Oddworld: Abe’s Exoddus (PlayStation, Windows)
- Oddworld: Abe’s Oddysee (PlayStation, Windows)
- Oddworld: Adventures (Game Boy)
- Oddworld: Adventures 2 (Game Boy Color)

P
- Powerslide
- Pro Bass Fishing (Windows)

Q
- Quake (Windows)

R
- Rampage World Tour (Saturn, Europa)
- Ravage DCX (Windows)
- Rebel Moon (PlayStation)
- Rogue Trip: Vacation 2012 (PlayStation)
- Rebel Moon Revolution (Windows)
- Rebel Moon Rising (Windows)
- Robotron X (Windows)
- Rocky Mountain Trophy Hunter (Mac OS, Windows)
- Rocky Mountain Trophy Hunter 2 (Windows)

S
- S.P.Q.R.: The Empire's Darkest Hour (Windows)
- Sensible Soccer 98 (Windows)
- Sensible Soccer 2000 (PlayStation)
- Shadow Warrior (Windows)
- Snowmobile Championship 2000 (Windows)
- Snowmobile Racing (Windows)
- Star Command: Revolution (Windows)
- Streak: Hoverboard Racing (PlayStation)
- SuperKarts (Windows)
- Swamp Buggy Racing (Windows)

T
- The Wheel of Time (Windows)
- Tiger Shark (PlayStation, Windows)
- Tides of War (Windows)
- Total Annihilation (Windows)
- Total Annihilation: Battle Tactics (Windows)
- Total Annihilation: The Core Contingency (Windows)
- Totally Unreal (Windows)
- Trans Am Racing (Windows)
- Trash It! (PlayStation, Saturn)
- Trophy Hunter (Windows)

U
- Ultimate Mortal Kombat 3 (Europa)
- Unreal (Windows)
- Unreal Mission Pack: Return to Na Pali (Windows)
- Unreal Tournament (Windows)

W
- WWII GI (Windows)

X
- XS (Windows)

Z
- Z (PlayStation, Saturn, Windows)
- ZPC (Mac OS, Windows)

### Als Infogrames
- Alone in the Dark: The New Nightmare
- Driver 2: Back on the Streets (2000)
- RollerCoaster Tycoon 2
- Test Drive Overdrive (2002)
- Unreal Tournament 2003 (2002)

### Als Atari
A
- Act of War: Direct Action
- Act of War: High Treason
- Alone in the Dark (2008)
- Arma: Armed Assault
- Atari Flashback
- Atari Flashback 2
- Augustus - Im Auftrag des Kaisers

B
- Backyard Sports
- Boiling Point: Road to Hell

C
- Centipede: Infestation
- Champions Online
- Chris Sawyer’s Locomotion
- The Chronicles of Riddick: Assault on Dark Athena

D
- Dark Earth
- Dragon Ball: Advanced Adventure
- Dragon Ball Z: Budokai
- Dragon Ball Z: Budokai 2
- Dragon Ball Z: Budokai 3
- Dragon Ball Z: Budokai Tenkaichi
- Dragon Ball Z: Budokai Tenkaichi 2
- Dragon Ball Z: Budokai Tenkaichi 3
- Dragon Ball Z: Sagas
- Dragon Ball Z: Super Sonic Warriors
- Dragon Ball Z: Super Sonic Warriors 2
- Dragon Ball Z: The Legacy of Goku
- Dragon Ball GT: Transformation
- Driv3r (2004)
- Driver: Parallel Lines (2006)
- Dungeons & Dragons: Daggerdale
- Dungeons & Dragons: Dragonshard
- Dungeons & Dragons: Heroes (2003)
- Dungeons & Dragons: Heroes of Neverwinter
- Dungeons & Dragons Online (2006)
- Dungeons & Dragons: Tactics

E
- Enter the Matrix
- EVE Online

F
- Fahrenheit
- Forgotten Realms: Demon Stone

G
- Ghostbusters: The Video Game
- Ghostbusters: Sanctum of Slime
- Godzilla: Destroy All Monsters Melee
- Godzilla: Save the Earth
- Godzilla: Unleashed

I
- Ikaruga

N
- Neverwinter Nights (2002)
- Neverwinter Nights 2 (2006)

M
- Marc Ecko's Getting Up: Contents Under Pressure
- Mission Impossible: Operation Surma
- The Matrix: Path of Neo

R
- Retro Atari Classics
- RollerCoaster Tycoon 3

S
- SBK X: Superbike World Championship
- Star Trek Online
- Star Raiders
- Stuntman

T
- Der Tempel des Elementaren Bösen (2003)
- Terminator 3: The Redemption
- Test Drive Unlimited
- Test Drive Unlimited 2
- The Tale of Despereaux
- The Witcher
- The Witcher 2: Assassins of Kings
- Transformers
- Tycoon City: New York

U
- Unreal Tournament 2004 (2004)

V
- Venetica

Y
- Yars’ Revenge
- Yu Yu Hakusho: Spirit Detective
- Yu Yu Hakusho: Tournament Tactics
- Yu Yu Hakusho: Dark Tournament

## Eigenentwicklungen
- AHX-1 (Windows)
- Beavis and Butt-Head: Get Big in Hollywood (PlayStation)
- Bedlam (Windows)
- Driver (Windows)
- Hordes (Windows)
- Rogue Trip: Vacation 2012 (PlayStation)
- SPQR: The Empire's Darkest Hour (Windows)
- Seventeen Style Studio (Windows, Mac OS)
- Snowmobile Championship 2000 (Windows)
- Tag Team Wrestling (Windows)
- Tiger Shark (PlayStation)